# 2e eeuw v.Chr.
De 2e eeuw v.Chr. (van de christelijke jaartelling) is de 2e periode van 100 jaar, dus bestaande uit de jaren 200 tot en met 101 v.Chr. De 2e eeuw v.Chr. behoort tot het 1e millennium v.Chr.

## Gebeurtenissen en ontwikkelingen

### Middellandse Zee
- 202-195 v.Chr. : Vijfde Syrische Oorlog. Philippus V van Macedonië sluit een akkoord met Antiochus III de Grote van het Seleucidische Rijk om het Ptolemeïsch Egypte te veroveren en brengt hiermee het evenwicht in de regio in gevaar.
- 200-197 v.Chr Tweede Macedonische Oorlog. Pergamon en Rodos krijgen steun van Athene en de Romeinse Republiek.
- De stad Pergamon wordt dankzij de rijkdom en kunstzin der Attalidenvorsten een centrum van hellenistische cultuur, en een van de fraaiste steden van de oude wereld, met een rijkdom aan monumentale tempels, fonteinen, gymnasia en andere bouwwerken (onder meer een befaamde bibliotheek).
- 192-188 v.Chr. : Romeins-Seleucidische Oorlog. Nu komen de twee grootmachten tegenover elkaar.
- 188 v.Chr. : Verdrag van Apamea. Antiochus III verliest Thracië en Klein-Azië.
- 171-168 v.Chr. : Derde Macedonische Oorlog. Perseus wordt afgezet, Macedonië wordt ingelijfd bij de Romeinse Republiek.
- 169-168 v.Chr. : Zesde Syrische Oorlog. Rome beslecht het Syrisch-Egyptisch conflict.
- 167-160 v.Chr. : Makkabese opstand. In zijn terugtocht, plundert Antiochus IV de Levant. Onder leiding van de Hasmoneeën herwinnen de Joden hun zelfstandigheid en wordt de Tweede Tempel in Jeruzalem heropend.
- 146 v.Chr. : Macedonië (Romeinse provincie). Na nog een Griekse opstand wordt Macedonië een Romeinse provincie.
- 133-129 v.Chr. : Asia (Romeinse provincie). Koning Attalus III van Pergamon sterft, hij schenkt zijn land aan de Romeinse Republiek.

### Italië
- De stad Rome groeit in omvang en macht. Rijke Romeinen stichten in de veroverde gebieden latifundia: grote landbouwbedrijven die drijven op slavenarbeid. Pogingen van de Gracchen mislukken om middels landbouwhervormingen de boerenstand te herstellen.
- De Romeinse politiek van herverdeling van de landbouwgronden leidt tot een grote ongelijkheid van grondbezit en welvaart  en daarmee tot een geleidelijke verarming van de Italische bondgenoten. Dezen blijven min of meer hun autonomie bewaren, maar zijn verplicht troepen te leveren voor het Romeinse leger. Daarom wordt de vraag om gelijke burgerrechten steeds luider gesteld, terwijl Rome steeds meer geneigd is hen als onderdanen te behandelen.

- In de Derde Punische Oorlog (149 v.Chr. - 146 v.Chr.) belegeren en verwoesten Romeinse troepen Carthago. Later worden ook het koninkrijk Numidië en de stad Oea veroverd, en samengevoegd tot de provincia Africa.

### Afrika
- De aanleiding voor de Derde Punische Oorlog is, dat de Carthagers zich te veel verdedigen tegen toen anti-Carthaagse Numidiërs. Carthago wordt belegerd, na drie jaar ingenomen en in 146 v.Chr. geheel verwoest.
- De Numidische koning Jugurtha verliest een oorlog tegen het Romeinse Rijk. Na deze opstand wordt het gebied in 105 v.Chr. een Romeinse vazalstaat.

### Azië
- 141 v.Chr. : Mithridates I de Grote, koning van de Parthen verovert Seleucië aan de Tigris en sticht Ctesiphon.
- 129 v.Chr. : Slag bij Ecbatana. Laatste veldslag van de Seleucidisch-Parthische Oorlogen. Antiochus VII Euergetes Sidetes sneuvelt, zijn zoon wordt gevangengenomen.
- 124-88 v.Chr. : Mithridates II de Grote regeert over het Parthische Rijk.
- Het rijk van Xiongnu breidt zich uit van de grens met Korea via Mongolië tot aan Kasjmir. Het blokkeert regelmatig de zijderoute.
- Het confucianisme wordt door de Hankeizer Han Wudi als politiek systeem en staatsideologie ingevoerd.

### Uitvindingen en ontdekkingen
- De Chinezen produceren voor het eerst papier.
- Zijderoute tussen Europa en Azië.
- Hipparchus ontdekt precessie van de equinox van de Aarde en stelt de eerste goniometrische tabellen op.
- Liu An vindt tofoe uit.
- Het Romeinse beton (pozzolana) wordt voor het eerst gebruikt.
- Een systeem om signalen uit te zenden om snel te communiceren over een lange afstand wordt beschreven door Polybios.
- De eerst bekende wanmolen wordt afgebeeld in een Chinese graftombe.
- Ktesibios uit Alexandrië introduceert het waterorgel, dat in de laatste eeuwen van de Egyptische oudheid steeds populairder werd.
- In wat nu India is, wordt de stijgbeugel gebruikt.
- De astronoom Andronicus van Cyrrhus bouwt de Toren van de winden, met een sophisticated windwijzer en een waterklok.

### Cultuur
- Het hellenisme is de aanduiding voor een cultuurstelsel dat in een aantal rijken dominant is, en waarin het Grieks de lingua franca is. Van Macedonië tot in Egypte en van Zuid-Italië tot in het noordwesten van India wordt het zogeheten Koinè gesproken, wat "algemeen" Grieks betekent. De belangrijkste rijken in het hellenistisch cultuurgebied zijn het rijk der Seleuciden in Syrië en dat der Ptolemaeën in Egypte.
- De Bacchanalia verspreiden zich vanuit Zuid-Italië, over Etrurië en uiteindelijk naar Rome.

## Belangrijke personen

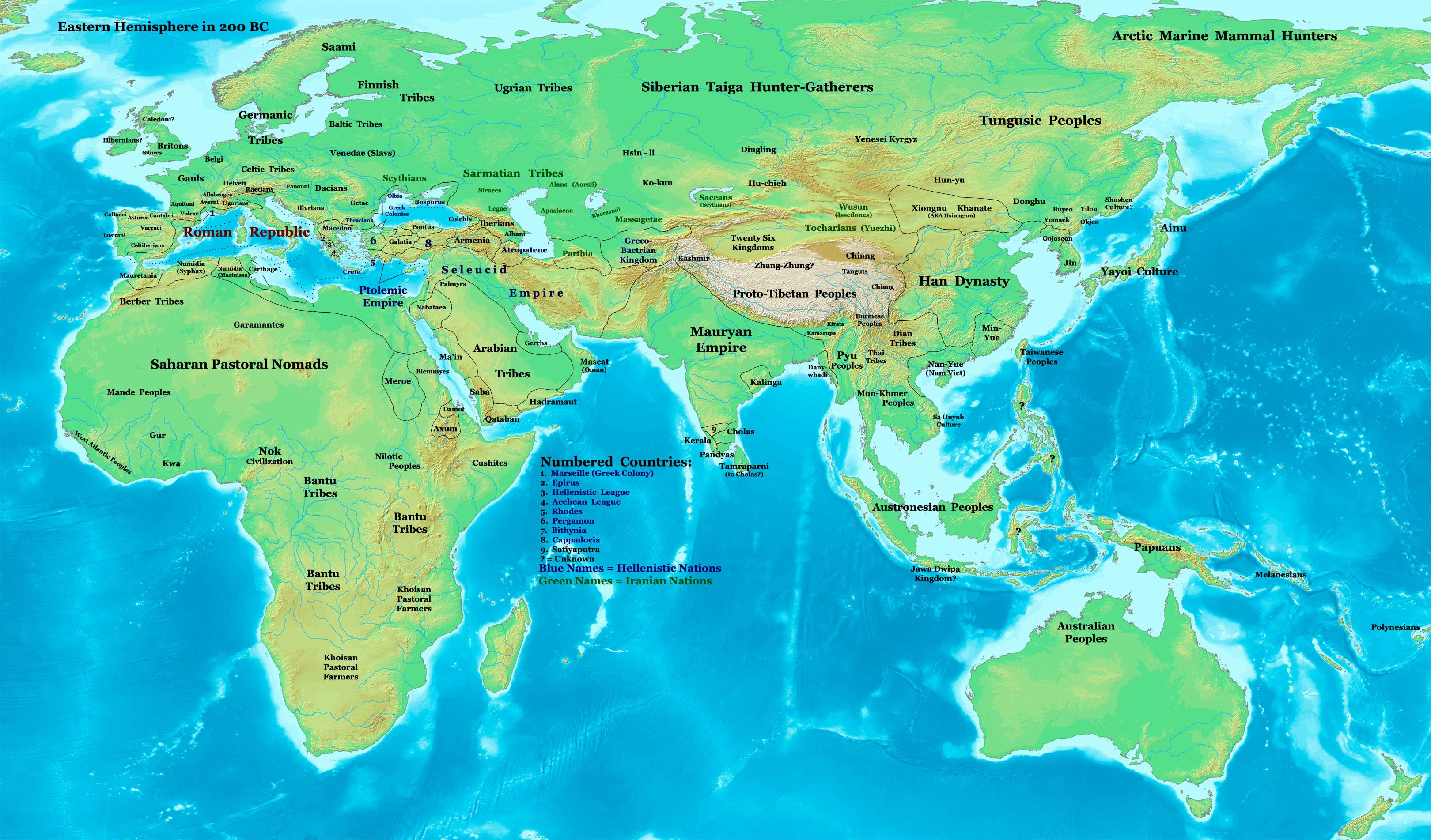
De wereld anno de 2e eeuw v.Chr.

- Antiochus IV Epiphanes, koning van de hellenistische Seleuciden.
- Antiochus VII Euergetes Sidetes, koning van de hellenistische Seleuciden.
- Apollonius van Perga, Grieks meetkundige en astronoom, die beroemd is vanwege zijn werken over kegelsneden.
- Appius Claudius Pulcher, Romeins politicus en militair.
- Boiorix, koning van de Cimbren.
- Marcus Tullius Cicero, Romeins redenaar, politicus, advocaat en filosoof.
- Hipparchus, een zeer belangrijk Griekse astronoom, geograaf en wiskundige.
- Jonathan Makkabeüs, behoorde tot de Joodse familie van de Hasmoneeën en was de leider in de Makkabese opstand tegen de Seleucidische overheersing.
- Judas Makkabeüs, belangrijk leider in de Makkabese opstand tegen de Seleucidische overheersing.
- Lucius Aemilius Paulus Macedonicus, Romeinse generaal en politicus.
- Lucius Cornelius Sulla, Romeinse generaal en staatsman.
- Lucius Mummius Achaicus, Romeinse militair en politicus.
- Gaius Marius, Romeinse generaal en staatsman.
- Perseus van Macedonië, koning van Macedonië.
- Titus Maccius Plautus, Latijns blijspeldichter.
- Quintus Lutatius Catulus, Romeinse generaal en consul samen met Marius.
- Publius Cornelius Scipio Aemilianus Africanus minor, Romeins militair en politicus.
- Sima Qian, Chinees historicus.
- Publius Terentius Afer, Latijns schrijver en blijspeldichter.
- Teutobod, koning van de Teutonen.
- Han Wudi, zevende keizer van China ten tijde van de Han-dynastie.
- Zhang Qian, ontdekkingsreiziger en diplomaat in het Chinese Keizerrijk.

<< · 199-190 · 189-180 · 179-170 · 169-160 · 159-150 · 149-140 · 139-130 · 129-120 · 119-110 · 109-100 · >>
<< · 10e · 9e · 8e · 7e · 6e · 5e · 4e · 3e · 2e · 1e · >>